# M. M. Mangasarian

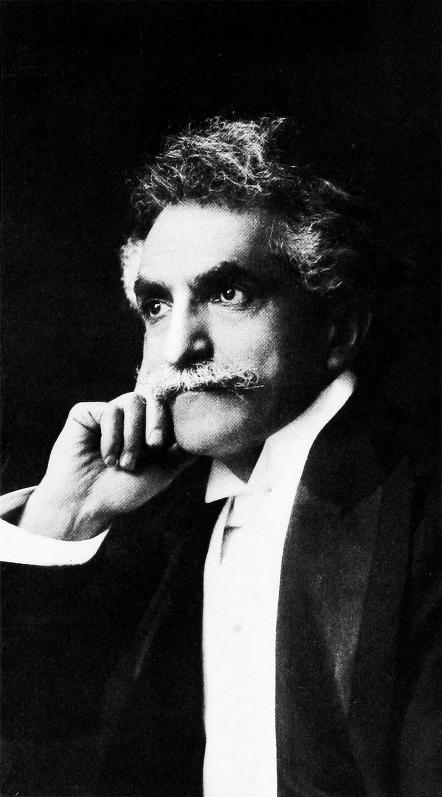
M. M. Mangasarian, 1906

Mangasar Magurditch Mangasarian (* 29. Dezember 1859; † 26. Juni 1943) war ein armenisch-US-amerikanischer Philosoph. Bekanntheit erlangte er für sein Engagement für den Atheismus.

## Leben
Mangasarian gründete im Jahr 1890 die rationalistische Independent Religious Society in Chicago und blieb bis zum Jahr 1925 ihr Leiter. Er schrieb eine Reihe bekannter religionskritischer Bücher. Bedeutung erlangten dabei insbesondere die Werke, in denen er sich im Sinne des Jesus-Mythos gegen die historische Existenz Jesu von Nazaret wandte. Mangasarian verfasste überdies eine Vielzahl von Essays. Viele seiner Werke sind in mehrere Sprachen übersetzt worden, darunter auch ins Deutsche. Der Schwerpunkt dabei ist religionskritischer und religionsphilosophischer Natur.

## Werk (Auswahl)
- The Truth About Jesus, Is He a Myth? (2006), ISBN 1-4264-1499-4
- How The Bible Was Invented: A Lecture (2008), ISBN 0-548-90823-0
- Is Life Worth Living Without Immortality? (2008), ISBN 0-548-85500-5.
- Morality Without God: Including Letter To Right Reverend Bishop Anderson (2008), ISBN 0-548-84313-9
- Rome Rule In Ireland: A Lecture Delivered Before The Independent Religious Society (2008), ISBN 0-548-88281-9.